# Monumentul Reuniunii Sfânta Maria
Monumentul Reuniunea Sfânta Maria (denumit și Monumentul Reuniunea Mariană) din Turda (așezat într-un părculeț de pe strada Avram Iancu, colț cu strada Salinelor) a fost ridicat de "Reuniunea Mariană" (Asociația femeilor greco-catolice din Turda, care stătea sub patronajul Sfintei Maria) în anul 1933, la 1900 de ani de la „Înălțarea la Cer” a lui Isus.
Monumentul Reuniunii Sfânta Maria este înscris pe lista monumentelor istorice din județul Cluj, elaborată de Ministerul Culturii si Patrimoniului Național din România în anul 2015 (cod LMI CJ-III-m-B-07824).